# Urzy
Urzy  est une commune française située dans le département de la Nièvre, en région Bourgogne-Franche-Comté.
Ses habitants sont les Urzicois et les Urzycoises.

## Géographie
Urzy s'étend sur de 2 341 hectares de part et d'autre de la vallée de la Nièvre, dont 1 111 hectares sont couverts de forêts.
Elle fait partie :
- de l'arrondissement de Nevers,
- du canton de Guérigny,
- de la circonscription électorale de Cosne-Cours-sur-Loire.

### Communes limitrophes
Les communes limitrophes sont  Coulanges-lès-Nevers, Guérigny, Parigny-les-Vaux, Saint-Martin-d'Heuille, Varennes-Vauzelles et Vaux d'Amognes.

### Climat
Pour des articles plus généraux, voir Climat de la Bourgogne-Franche-Comté et Climat de la Nièvre.
En 2010, le climat de la commune est de type climat océanique dégradé des plaines du Centre et du Nord, selon une étude du Centre national de la recherche scientifique s'appuyant sur une série de données couvrant la période 1971-2000. En 2020, Météo-France publie une typologie des climats de la France métropolitaine dans laquelle la commune est exposée à un climat océanique altéré et est dans la région climatique  Centre et contreforts nord du Massif Central, caractérisée par un air sec en été et un bon ensoleillement. 
Pour la période 1971-2000, la température annuelle moyenne est de 11 °C, avec une amplitude thermique annuelle de 15,8 °C. Le cumul annuel moyen de précipitations est de 862 mm, avec 11,6 jours de précipitations en janvier et 8,2 jours en juillet. Pour la période 1991-2020, la température moyenne annuelle observée sur la station météorologique de Météo-France la plus proche, « Guerigny », sur la commune de Guérigny à 3 km à vol d'oiseau, est de 11,7 °C et le cumul annuel moyen de précipitations est de 910,8 mm. 
La température maximale relevée sur cette station est de 42,5 °C, atteinte le 9 août 2003 ; la température minimale est de −14,1 °C, atteinte le 9 février 2012,,. 
Les paramètres climatiques de la commune ont été estimés pour le milieu du siècle (2041-2070) selon différents scénarios d'émission de gaz à effet de serre à partir des nouvelles projections climatiques de référence DRIAS-2020. Ils sont consultables sur un site dédié publié par Météo-France en novembre 2022.

## Urbanisme

### Typologie
Au 1er janvier 2024, Urzy est catégorisée bourg rural, selon la nouvelle grille communale de densité à sept niveaux définie par l'Insee en 2022.
Elle est située hors unité urbaine. Par ailleurs la commune fait partie de l'aire d'attraction de Nevers, dont elle est une commune de la couronne,. Cette aire, qui regroupe 93 communes, est catégorisée dans les aires de 50 000 à moins de 200 000 habitants,.

### Occupation des sols
L'occupation des sols de la commune, telle qu'elle ressort de la base de données européenne d’occupation biophysique des sols Corine Land Cover (CLC), est marquée par l'importance des forêts et milieux semi-naturels (47,6 % en 2018), une proportion sensiblement équivalente à celle de 1990 (47,7 %). La répartition détaillée en 2018 est la suivante : forêts (47,5 %), prairies (36,2 %), terres arables (10,9 %), zones urbanisées (5,2 %), milieux à végétation arbustive et/ou herbacée (0,1 %). L'évolution de l’occupation des sols de la commune et de ses infrastructures peut être observée sur les différentes représentations cartographiques du territoire : la carte de Cassini (XVIIIe siècle), la carte d'état-major (1820-1866) et les cartes ou photos aériennes de l'IGN pour la période actuelle (1950 à aujourd'hui).

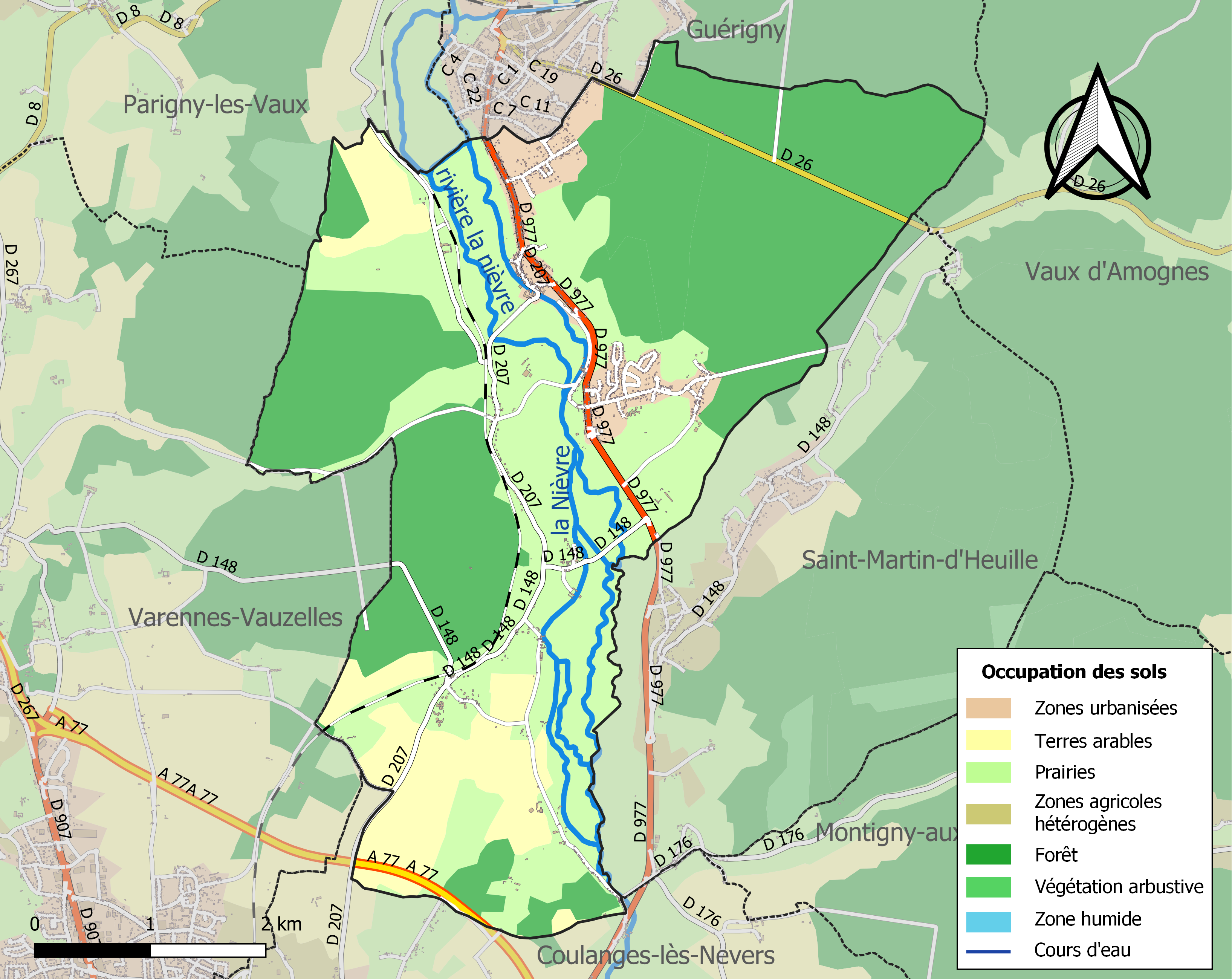
Carte des infrastructures et de l'occupation des sols de la commune en 2018 (CLC).

## Histoire
C'est à partir du IXe siècle qu'il est possible de reconstituer l'histoire d'Urzy. Il est fait mention en 887 de Ecclésia (église) de Urziaco (d'après Massé) une des nombreuses formes du mot Urzy. Celui-ci vient d'un nom romain, Ursius, dérivé de Ursus (ours), nom fréquent à la fin de l'Empire romain ainsi que dans les siècles qui suivirent sa chute.
Plusieurs évêques l'ont porté dont un d'Auxerre. On le retrouve dans Pont Saint Ours (Ponti Sancti Ursini en 1293, Ponti Sancti Urzi en 1478). Les terres d'Urzy deviennent propriété des évêques sous le règne de Charlemagne. Celui-ci fait en effet restituer aux communautés religieuses les biens perdus à l'époque des derniers Mérovingiens et en donne même d'autres. C'est ainsi que les terres de Prémery, Parzy (commune de Garchizy) et Urzy sont attribuées aux évêques de Nevers qui en tirent leurs ressources jusqu'à la Révolution. Ils y possèdent un moulin à blé, celui du Vivier, datant de l'an mil. Actuellement, il est le seul encore en activité sur la rivière Nièvre. Les évêques exercent dans leurs fiefs le droit de haute justice et les seigneurs des Bordes sont leurs vassaux. Il est probable que la paroisse d'Urzy fut créée à cette époque et que fut bâti un édifice religieux proche de la rive droite de la Nièvre et de quelques habitations qui constitueront le bourg historique d'Urzy. Au XIIe siècle, une église consacrée à saint Denis remplace la première chapelle. Elle est reconstruite en partie en 1495 (date gravée et encore visible sur un contrefort saillant de l'abside) grâce à Philibert de la Platière, seigneur des Bordes et propriétaire du château des Bordes lequel assurait la défense du bourg et des terres agricoles proches de la vallée.
À la fin du XVIIe siècle, le bourg va s'enrichir d'une élégante résidence des évêques. En effet, le jeune évêque de Nevers, Édouard Vallot, fils d'un célèbre docteur de Louis XIV, habitué des fastes de la cour de Versailles, trouve sinistre et peu confortable son château féodal de Prémery. Il fait donc édifier entre 1675 et 1680, sur la rive gauche de la Nièvre, une agréable demeure proche de l'église, demeure qui figure sur le blason des évêques de Nevers.

## Politique et administration

### Liste des maires
| Période   | Période    | Identité             | Étiquette | Qualité                                                                                               |
| --------- | ---------- | -------------------- | --------- | --- |
| mars 1971 | mars 1977  | Marien Bruère        |           | |
| mars 1977 | mars 1983  | René Mauraud         | DVG       | Professeur d'enseignement technique professionnel, suppléant de Jacques Bouchacourt, député gaulliste |
| mars 1983 | avril 1988 | Jean-Claude Martinet |           | |
| juin 1988 | mars 1989  | Jacques Rousseau     |           | |
| mars 1989 | juin 1995  | François Pommery     | PS        | |
| juin 1995 | mars 2008  | Roger Rigaud         |           | |
| mars 2008 | mars 2020  | Huguette Judas       |           | Retraitée Fonction publique                                                                           |
| mars 2020 | En cours   | Gilles Devienne      |           | Retraité SNCF (roulant)                                                                               |

## Démographie
L'évolution du nombre d'habitants est connue à travers les recensements de la population effectués dans la commune depuis 1793. Pour les communes de moins de 10 000 habitants, une enquête de recensement portant sur toute la population est réalisée tous les cinq ans, les populations de référence des années intermédiaires étant quant à elles estimées par interpolation ou extrapolation. Pour la commune, le premier recensement exhaustif entrant dans le cadre du nouveau dispositif a été réalisé en 2008.

En 2022, la commune comptait 1 735 habitants, en évolution de −3,72 % par rapport à 2016 (Nièvre : −3,28 %, France hors Mayotte : +2,11 %).
| 1793 | 1800 | 1806 | 1821 | 1831 | 1836 | 1841 | 1846  | 1851  |
| ---- | ---- | ---- | ---- | ---- | ---- | ---- | ----- | ----- |
| 496  | 507  | 614  | 517  | 817  | 891  | 990  | 1 083 | 1 190 |

| 1856  | 1861  | 1866  | 1872  | 1876  | 1881  | 1886  | 1891  | 1896  |
| ----- | ----- | ----- | ----- | ----- | ----- | ----- | ----- | ----- |
| 1 240 | 1 386 | 1 441 | 1 402 | 1 421 | 1 379 | 1 392 | 1 346 | 1 490 |

| 1901  | 1906  | 1911  | 1921  | 1926  | 1931  | 1936  | 1946  | 1954  |
| ----- | ----- | ----- | ----- | ----- | ----- | ----- | ----- | ----- |
| 1 546 | 1 523 | 1 453 | 1 381 | 1 266 | 1 292 | 1 186 | 1 136 | 1 159 |

| 1962  | 1968  | 1975  | 1982  | 1990  | 1999  | 2006  | 2008  | 2013  |
| ----- | ----- | ----- | ----- | ----- | ----- | ----- | ----- | ----- |
| 1 181 | 1 093 | 1 035 | 1 441 | 1 733 | 1 847 | 1 828 | 1 822 | 1 839 |

| 2018  | 2022  | - | - | - | - | - | - | - |
| ----- | ----- | - | - | - | - | - | - | - |
| 1 749 | 1 735 | - | - | - | - | - | - | - |

## Lieux et monuments
- Château des Bordes (XVe siècle - XVIIe siècle) : reconstruit en 1486 par Philibert de La Platière, seigneur des Bordes ; cadran solaire du XVIIIe siècle, peintures murales fin du XVIIe siècle : ornement à forme végétale (palme) représentation d'objet (couronne de marquis) - Décor peut-être réalisé quand Marie-Louise de la Grange d'Arquian, marquise de Béthune, devint propriétaire du château à la fin du XVIIe siècle. Très beau portail début du XVIIe siècle et sa grille, petite maison de gardiens, four à pain, communs importants et terrasses. Le château est inscrit monument historique depuis 1946[17].
- Château de Luanges néo-Renaissance XIXe siècle.
- Château des Évêques (XVIIe siècle) : avant-corps pourvus de sculptures (Apollon sur un char attelé de quatre chevaux, tenant sa lyre et Neptune encadré de deux médaillons présentant un jeune enfant chevauchant un animal aquatique), tympan orné d'un écusson entouré de feuillages.
- Église Saint-Denis (nef du XIIe siècle, gros œuvre du XVe siècle). Sur l'un des contreforts saillants est gravée l'inscription : « DVRSI : LE CVERR DE L'EGLISE - FUST : fait : L'AN MIL CCCC : IIIIxxXV » qui indique la date de la construction. Peintures monumentales milieu du XIXe siècle: architecture en trompe-l'œil discrètement gothique flamboyant, soulignant l'architecture réelle, avec des éléments empruntés à la Renaissance (voûtes à caissons) pour la fausse niche. Vitrail du XVe siècle représentant la Crucifixion surmontée du pélican symbolique. L'église est inscrite monument historique depuis 1927[18].
- Anciennes forges de Demeurs et caserne d'ouvriers du XVIIIe siècle.
- Ancienne forge du Greux

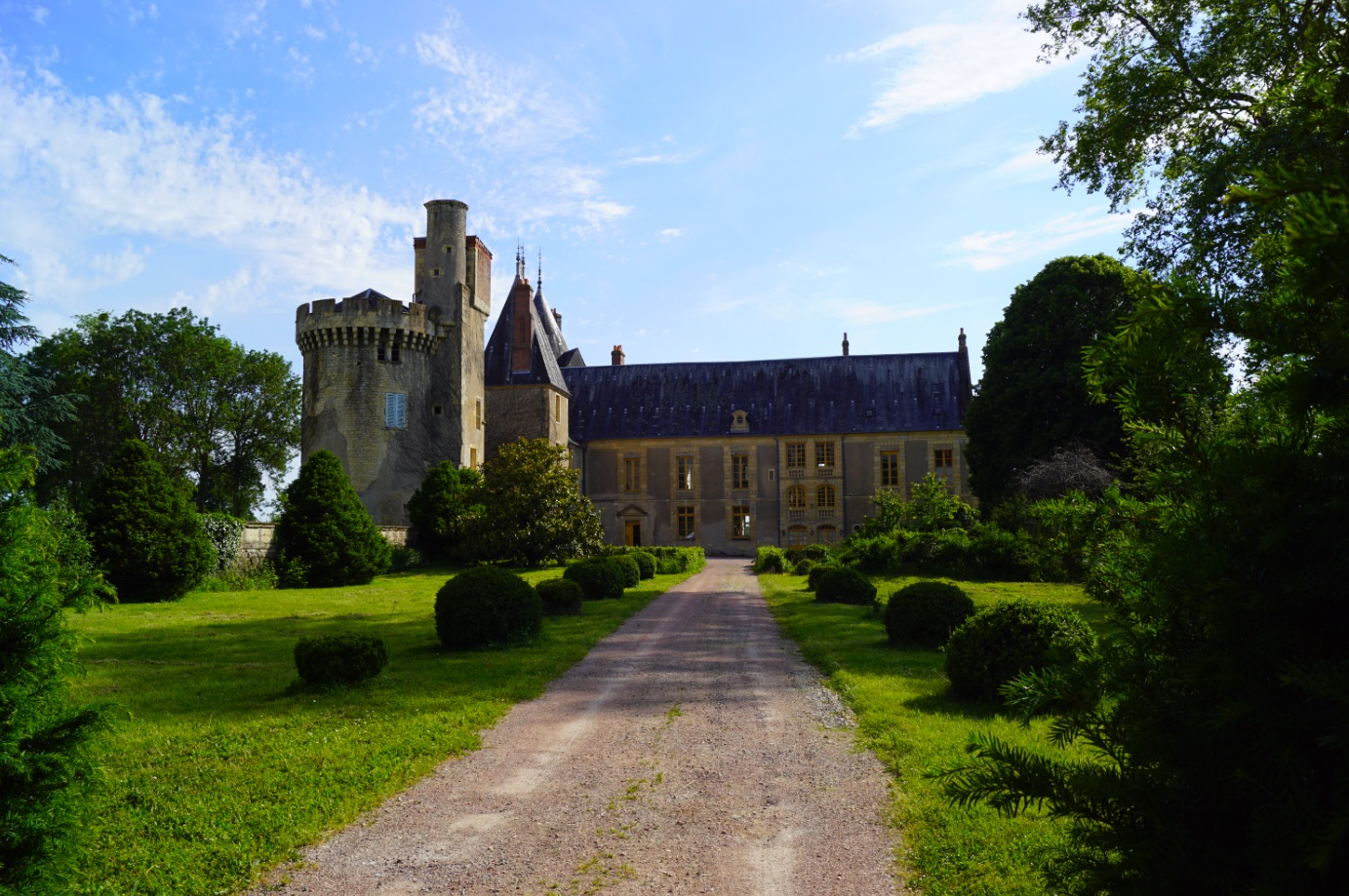
Le château des Bordes (XV-XVIIe).
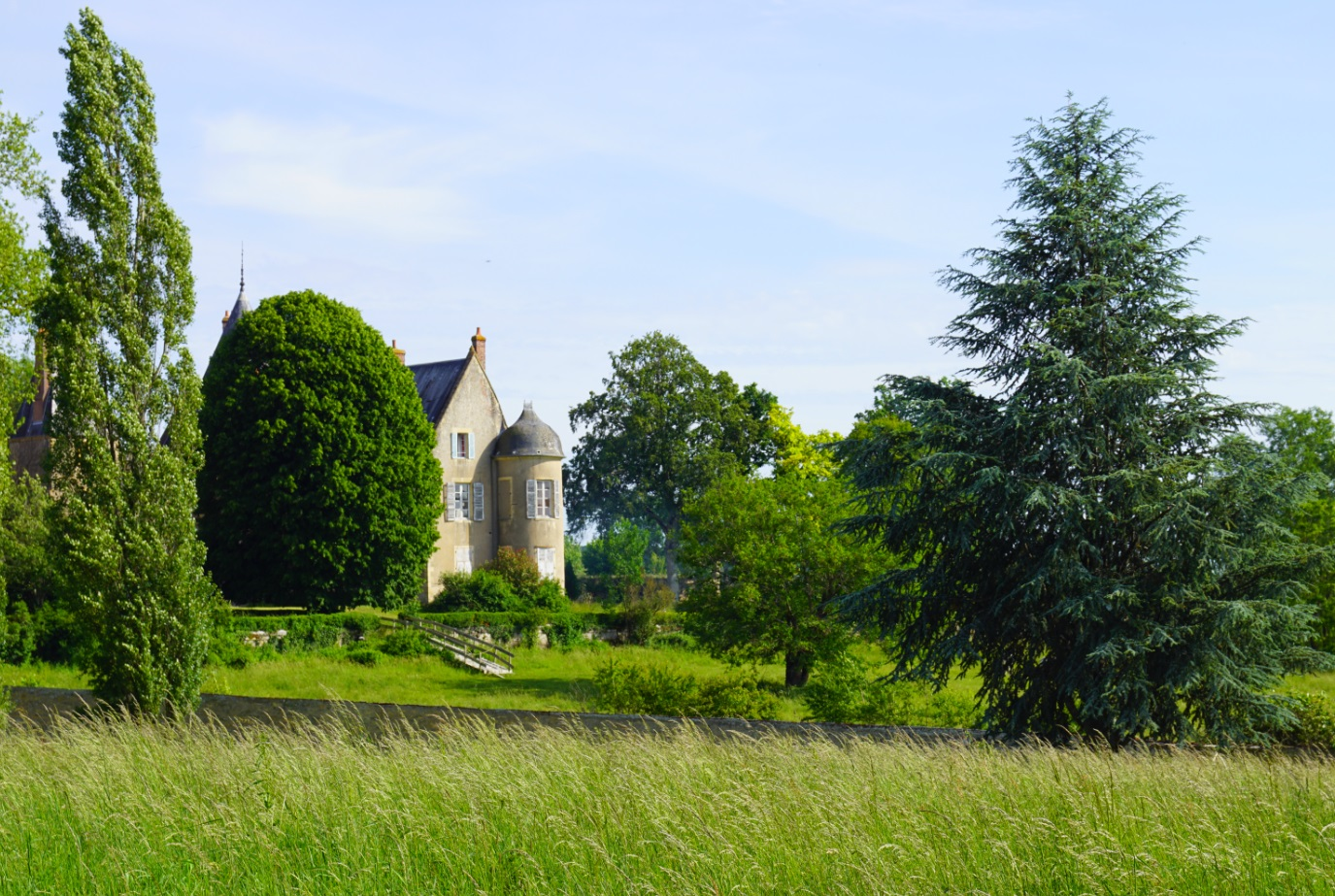
Le château des Bordes (XV-XVIIe).
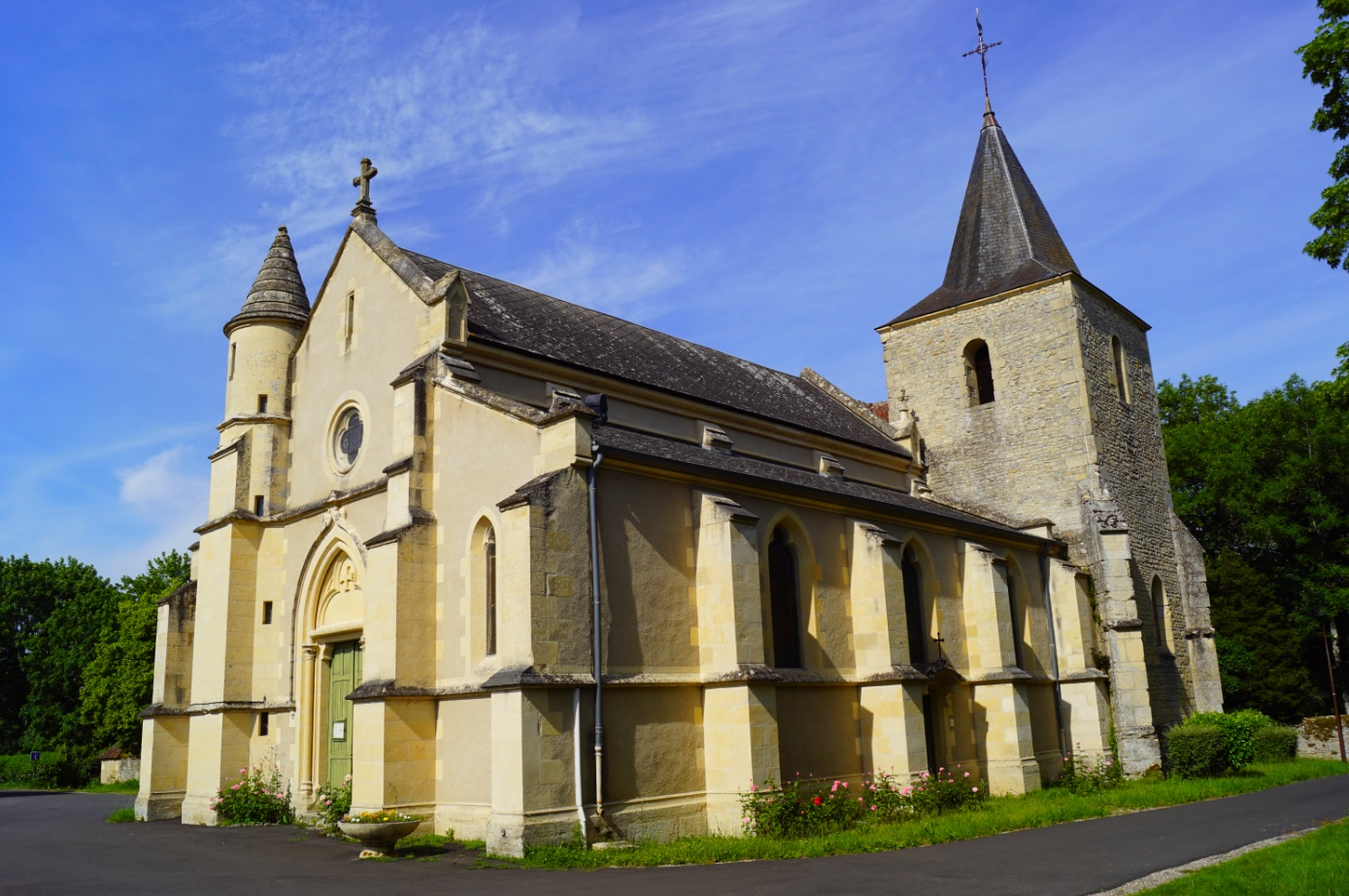
L'église Saint-Denis (XII-XVe).
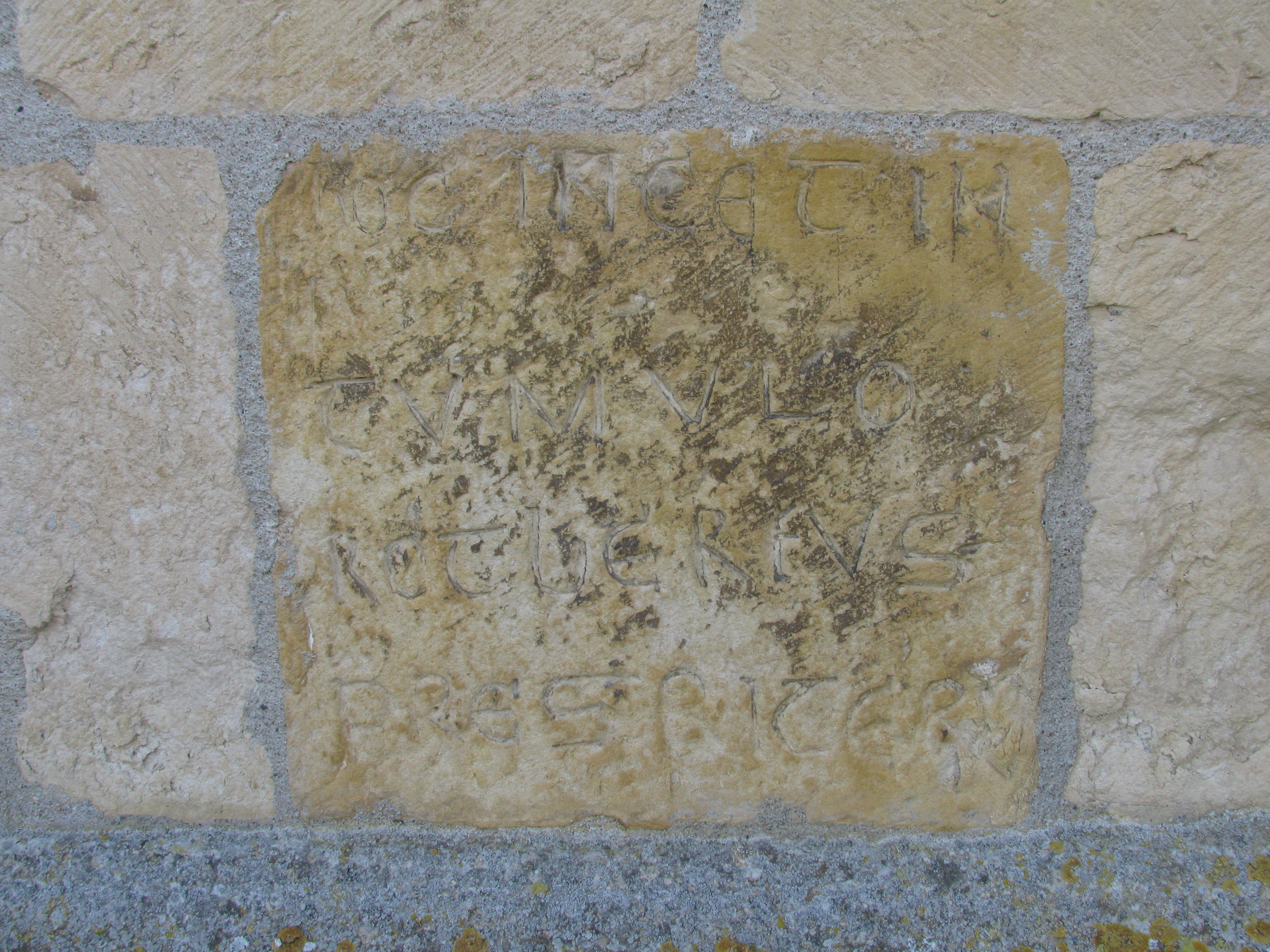
Inscription à l'église Saint-Denis.

## Personnalités liées à la commune
- Henri Gamard : député socialiste du 11/05/1924 au 31/05/1932.
- Berthe Fouchère : institutrice, syndicaliste, féministe et militante du Parti socialiste née le 25 janvier 1899 à Urzy et morte à Montataire (Oise) le 20 avril 1979, auteure de « La Vie héroïque de Rosa Luxembourg ».
- Louis, Marcel Bernard né le 29/06/1914 à Urzy, décédé le 02/09/1946 à Nevers, député communiste de la Nièvre du 21/10/1945 au 02/09/1946.

## Jumelages
- Kamp-Bornhofen (Allemagne) depuis 1997, voir Kamp-Bornhofen
- Ostra Vetere (Italie) depuis 2006, voir de:Ostra Vetere